# كاميرون برايت
كاميرون برايت (بالإنجليزية: Cameron Bright)‏ هو ممثل كندي، ولد في 26 يناير 1993 بفيكتوريا في كندا. بدأ مشواره المهني سنة 1997.

## أعمال

### أفلام
- (2004) تأثير الفراشة[4]
- (2005) شكرا لك على التدخين[5]
- (2006)  الوقفة الأخيرة[6]
- (2007) جونو[7]
- (2009)  قمر جديد[8][9]
- (2010)  خسوف[10][11]
- (2011)  بزوغ الفجر - الجزء 1[12]
- (2012)  بزوغ الفجر - الجزء 2[13]

## وصلات خارجية
- كاميرون برايت على موقع IMDb (الإنجليزية)
- كاميرون برايت على موقع ألو سيني (الفرنسية)
- كاميرون برايت على موقع أول موفي (الإنجليزية)
- كاميرون برايت على موقع قاعدة بيانات الأفلام السويدية (السويدية)
- كاميرون برايت على موقع إن إن دي بي (الإنجليزية)
- كاميرون برايت على موقع قاعدة بيانات الفيلم (الإنجليزية)
- كاميرون برايت على موقع كينوبويسك (الروسية)